# Seznam poslancev 6. državnega zbora Republike Slovenije
Seznam slovenskih poslancev, ki so bili izvoljeni leta 2011 in katerih mandat se je končal po predčasnih volitvah 2014; predstavljali so 6. državni zbor Republike Slovenije.

## Seznam
| Ime | Ime                    | Stranka                          | Poslanska skupina | Volilna enota, okraj                    | Delovna telesa                            | Uradna spletna stran | Opombe                                                                            |
| --- | ---------------------- | -------------------------------- | ----------------- | --------------------------------------- | ----------------------------------------- | -------------------- | --------------------------------------------------------------------------------- |
|     | Jana Jenko             | DeSUS                            | PS DeSUS          | Kranj, Tržič                            |                                           |                      |                                                                                   |
|     | Ivan Simčič            | DeSUS                            | PS DeSUS          | Postojna, Ilirska Bistrica              |                                           |                      |                                                                                   |
|     | Karl Viktor Erjavec    | DeSUS                            | PS DeSUS          | Celje, Žalec I                          |                                           |                      |                                                                                   |
|     | Ivan Hršak             | DeSUS                            | PS DeSUS          | Novo mesto, Hrastnik                    |                                           |                      |                                                                                   |
|     | Marjana Kotnik Poropat | DeSUS                            | PS DeSUS          | Maribor, Ruše                           |                                           |                      |                                                                                   |
|     | Franc Jurša            | DeSUS                            | PS DeSUS          | Ptuj, Ljutomer                          |                                           |                      |                                                                                   |
|     | Bojan Starman          | DLGV                             | PS DLGV           | Kranj, Škofja Loka II                   |                                           |                      |                                                                                   |
|     | Kristina Valenčič      | DLGV                             | PS DLGV           | Postojna, Ilirska Bistrica              |                                           |                      |                                                                                   |
|     | Rihard Braniselj       | DLGV                             | PS DLGV           | Ljubljana Center, Cerknica- Logatec     | podpredsednik, Mandatno-volilna komisija  |                      |                                                                                   |
|     | Gregor Virant          | DLGV                             | PS DLGV           | Ljubljana Bežigrad, Domžale I           |                                           |                      | predsednik Državnega zbora Republike Slovenije                                    |
|     | Polonca Komar          | DLGV                             | PS DLGV           | Celje, Dravograd- Radlje                |                                           |                      |                                                                                   |
|     | Katarina Hočevar       | DLGV                             | PS DLGV           | Novo mesto, Zagorje                     |                                           |                      |                                                                                   |
|     | Truda Pepelnik         | DLGV                             | PS DLGV           | Maribor, Ruše                           |                                           |                      |                                                                                   |
|     | Marko Pavlišič         | DLGV                             | PS DLGV           | Ljubljana Bežigrad, Domžale 2           |                                           |                      | nadomestni poslanec po izvolitvi Gregorja Viranta za ministra                     |
|     | Ivan Vogrin            | DLGV                             | PS DLGV           | Ptuj, Lenart                            |                                           |                      |                                                                                   |
|     | Alenka Bratušek        | PS                               | PS PS             | Kranj, Kranj II                         |                                           |                      |                                                                                   |
|     | Alojzij Potočnik       | PS                               | PS PS             | Kranj, Kranj I                          |                                           |                      |                                                                                   |
|     | Alenka Pavlič          | PS                               | PS PS             | Kranj, Jesenice                         |                                           |                      |                                                                                   |
|     | Jerko Čehovin          | PS                               | PS PS             | Postojna, Postojna                      |                                           |                      |                                                                                   |
|     | Tina Komel             | PS                               | PS PS             | Postojna, Koper II                      |                                           |                      |                                                                                   |
|     | Lejla Hercegovac       | PS                               | PS PS             | Postojna, Izola                         |                                           |                      |                                                                                   |
|     | Gašpar Gašpar - Mišič  | PS                               | PS PS             | Postojna, Piran                         |                                           |                      | s potrditvijo poslanskega mandata izgubil podžupanski mandat                      |
|     | Tamara Vonta           | PS                               | PS PS             | Ljubljana Center, LJ-Šiška III          |                                           |                      |                                                                                   |
|     | Mitja Meršol           | PS                               | PS PS             | Ljubljana Center, LJ-Šiška II           |                                           |                      |                                                                                   |
|     | Janja Klasinc          | PS                               | PS PS             | Ljubljana Center, LJ-Šiška I            |                                           |                      |                                                                                   |
|     | Maša Kociper           | PS                               | PS PS             | Ljubljana Center, LJ-Vič- Rudnik III    |                                           |                      |                                                                                   |
|     | Zoran Janković         | PS                               | PS PS             | Ljubljana Center, LJ-Vič- Rudnik II     |                                           |                      | s potrditvijo poslanskega mandata izgubil županski mandat                         |
|     | Saša Kos               | PS                               | PS PS             | Ljubljana Bežigrad, Domžale II          |                                           |                      |                                                                                   |
|     | Jani Möderndorfer      | PS                               | PS PS             | Ljubljana Bežigrad, LJ- Bežigrad I      | predsednik, Mandatno-volilna komisija     |                      | s potrditvijo poslanskega mandata izgubil podžupanski mandat                      |
|     | Roman Jakič            | PS                               | PS PS             | Ljubljana Bežigrad, LJ-Moste- Polje III |                                           |                      |                                                                                   |
|     | Melita Župevc          | PS                               | PS PS             | Ljubljana Bežigrad, LJ-Moste- Polje II  |                                           |                      |                                                                                   |
|     | Maja Dimitrovski       | PS                               | PS PS             | Ljubljana Bežigrad, LJ-Moste- Polje I   |                                           |                      |                                                                                   |
|     | Matjaž Zanoškar        | PS                               | PS PS             | Celje, Slovenj Gradec                   |                                           |                      | s potrditvijo poslanskega mandata izgubil županski mandat                         |
|     | Jože Kavtičnik         | PS                               | PS PS             | Celje, Velenje I                        |                                           |                      |                                                                                   |
|     | Stanko Stepišnik       | PS                               | PS PS             | Celje, Celje II                         |                                           |                      |                                                                                   |
|     | Barbara Žgajner Tavš   | PS                               | PS PS             | Novo mesto, Trbovlje                    |                                           |                      | s potrditvijo poslanskega mandata izgubil podžupanski mandat                      |
|     | Jože Velikonja         | PS                               | PS PS             | Novo mesto, Hrastnik                    |                                           |                      |                                                                                   |
|     | Renata Brunskole       | PS                               | PS PS             | Novo mesto, Črnomelj- Metlika           |                                           |                      | s potrditvijo poslanskega mandata izgubila županski mandat                        |
|     | Dragan Bosnić          | PS                               | PS PS             | Maribor, Maribor VI                     |                                           |                      |                                                                                   |
|     | Peter Vilfan           | PS                               | PS PS             | Maribor, Maribor V                      |                                           |                      |                                                                                   |
|     | Borut Ambrožič         | PS                               | PS PS             | Maribor, Maribor IV                     |                                           |                      |                                                                                   |
|     | Darko Jazbec           | PS                               | PS PS             | Ptuj, Ptuj II                           |                                           |                      |                                                                                   |
|     | Branko Ficko           | PS                               | PS PS             | Ptuj, Murska Sobota II                  |                                           |                      |                                                                                   |
|     | Matej Tonin            | NSi                              | PS NSi            | Kranj, Kamnik                           |                                           |                      |                                                                                   |
|     | Iva Dimic              | NSi                              | PS NSi            | Ljubljana Center, Cerknica- Logatec     |                                           |                      |                                                                                   |
|     | Ljudmila Novak         | NSi                              | PS NSi            | Ljubljana Bežigrad, Ribnica             |                                           |                      | podpredsednica Državnega zbora Republike Slovenije                                |
|     | Jožef Horvat           | NSi                              | PS NSi            | Ptuj, Lendava                           |                                           |                      |                                                                                   |
|     | Samo Bevk              | SD                               | PS SD             | Kranj, Idrija                           |                                           |                      |                                                                                   |
|     | Borut Pahor            | SD                               | PS SD             | Postojna, Nova Gorica II                |                                           |                      | Eden od treh poslancev v vseh mandatih                                            |
|     | Mirko Brulc            | SD                               | PS SD             | Postojna, Nova Gorica I                 |                                           |                      |                                                                                   |
|     | Andreja Črnak Meglič   | SD                               | PS SD             | Ljubljana Center, LJ-Center             |                                           |                      |                                                                                   |
|     | Janko Veber            | SD                               | PS SD             | Ljubljana Bežigrad, Kočevje             |                                           |                      |                                                                                   |
|     | Srečko Meh             | SD                               | PS SD             | Celje, Velenje I                        |                                           |                      | najstarejši poslanec s potrditvijo poslanskega mandata izgubil podžupanski mandat |
|     | Matjaž Han             | SD                               | PS SD             | Novo mesto, Laško                       |                                           |                      | s potrditvijo poslanskega mandata izgubil županski mandat                         |
|     | Matevž Frangež         | SD                               | PS SD             | Maribor, Maribor VI                     |                                           |                      |                                                                                   |
|     | Majda Potrata          | SD                               | PS SD             | Maribor, Maribor IV                     |                                           |                      |                                                                                   |
|     | Dejan Židan            | SD                               | PS SD             | Ptuj, Murska Sobota I                   |                                           |                      |                                                                                   |
|     | Irena Tavčar           | SDS                              | PS SDS            | Kranj, Škofja Loka II                   |                                           |                      |                                                                                   |
|     | Marko Pogačnik         | SDS                              | PS SDS            | Kranj, Škofja Loka I                    |                                           |                      |                                                                                   |
|     | Branko Grims           | SDS                              | PS SDS            | Kranj, Kranj III                        |                                           |                      |                                                                                   |
|     | Eva Irgl               | SDS                              | PS SDS            | Postojna, Ajdovščina                    |                                           |                      |                                                                                   |
|     | Zvonko Černač          | SDS                              | PS SDS            | Postojna, Postojna                      |                                           |                      | s potrditvijo poslanskega mandata izgubil podžupanski mandat                      |
|     | Danijel Krivec         | SDS                              | PS SDS            | Postojna, Tolmin                        |                                           |                      | s potrditvijo poslanskega mandata izgubil županski mandat                         |
|     | Dragutin Mate          | SDS                              | PS SDS            | Ljubljana Center, LJ-Vič- Rudnik IV     |                                           |                      |                                                                                   |
|     | Alenka Jeraj           | SDS                              | PS SDS            | Ljubljana Center, LJ-Vič- Rudnik I      |                                           |                      |                                                                                   |
|     | Andrej Šircelj         | SDS                              | PS SDS            | Ljubljana Center, Cerknica- Logatec     |                                           |                      |                                                                                   |
|     | Romana Tomc            | SDS                              | PS SDS            | Ljubljana Bežigrad, Litija              |                                           |                      |                                                                                   |
|     | Janez Janša            | SDS                              | PS SDS            | Ljubljana Bežigrad, Grosuplje           |                                           |                      | Eden od treh poslancev v vseh mandatih                                            |
|     | Jože Tanko             | SDS                              | PS SDS            | Ljubljana Bežigrad, Ribnica             |                                           |                      |                                                                                   |
|     | Janja Napast           | SDS                              | PS SDS            | Celje, Mozirje                          |                                           |                      | s 26 leti najmlajša poslanka                                                      |
|     | Ljubo Žnidar           | SDS                              | PS SDS            | Celje, Žalec I                          |                                           |                      | s potrditvijo poslanskega mandata izgubil županski mandat                         |
|     | Sonja Ramšak           | SDS                              | PS SDS            | Celje, Celje I                          | podpredsednica, Mandatno-volilna komisija |                      |                                                                                   |
|     | Štefan Tisel           | SDS                              | PS SDS            | Celje, Šentjur                          |                                           |                      |                                                                                   |
|     | Tomaž Lisec            | SDS                              | PS SDS            | Novo mesto, Sevnica                     |                                           |                      |                                                                                   |
|     | Andrej Vizjak          | SDS                              | PS SDS            | Novo mesto, Brežice                     |                                           |                      |                                                                                   |
|     | Zvonko Lah             | SDS                              | PS SDS            | Novo mesto, Trebnje                     |                                           |                      | s potrditvijo poslanskega mandata izgubil županski mandat                         |
|     | Ivan Grill             | SDS                              | PS SDS            | Novo mesto, Novo mesto I                |                                           |                      |                                                                                   |
|     | Mateja Pučnik          | SDS                              | PS SDS            | Maribor, Slovenske Konjice              |                                           |                      |                                                                                   |
|     | Jožef Jerovšek         | SDS                              | PS SDS            | Maribor, Slovenska Bistrica             |                                           |                      |                                                                                   |
|     | Vinko Gorenak          | SDS                              | PS SDS            | Maribor, Šmarje pri Jelšah              |                                           |                      |                                                                                   |
|     | Branko Marinič         | SDS                              | PS SDS            | Ptuj, Ptuj III                          |                                           |                      |                                                                                   |
|     | Marijan Pojbič         | SDS                              | PS SDS            | Ptuj, Pesnica                           |                                           |                      |                                                                                   |
|     | Franc Breznik          | SDS                              | PS SDS            | Ptuj, Lenart                            |                                           |                      |                                                                                   |
|     | Mihael Prevc           | SLS                              | PS SLS            | Kranj, Škofja Loka II                   |                                           |                      | s potrditvijo poslanskega mandata izgubil županski mandat                         |
|     | Jakob Presečnik        | SLS                              | PS SLS            | Celje, Mozirje                          |                                           |                      | podpredsednik Državnega zbora Republike Slovenije                                 |
|     | Franc Bogovič          | SLS                              | PS SLS            | Novo mesto, Krško                       |                                           |                      | s potrditvijo poslanskega mandata izgubil županski mandat                         |
|     | Janez Ribič            | SLS                              | PS SLS            | Maribor, Maribor III                    |                                           |                      | s potrditvijo poslanskega mandata izgubil županski mandat                         |
|     | Franc Pukšič           | SLS                              | PS SLS            | Ptuj, Ptuj I                            |                                           |                      | s potrditvijo poslanskega mandata izgubil županski mandat                         |
|     | Radovan Žerjav         | SLS                              | PS SLS            | Ptuj, Lendava                           |                                           |                      |                                                                                   |
|     | Roberto Battelli       | Italijanska manjšina v Sloveniji | Narodni manjšini  | 9. volilna enota                        |                                           |                      | Eden od treh poslancev v vseh mandatih                                            |
|     | László Göncz           | Madžarska manjšina v Sloveniji   | Narodni manjšini  | 10. volilna enota                       |                                           |                      |                                                                                   |